# 麻布警察署
麻布警察署（あざぶけいさつしょ）は、東京都港区六本木四丁目にある警視庁が管轄する警察署の一つである。第一方面本部所属。署員およそ380名が所属する大規模警察署であり、署長は警視正。
港区の中部、都内有数の繁華街・六本木を擁する麻布地区を管轄している。管内には指定暴力団・稲川会本部や六本木ヒルズが存在するほか、フランスやドイツ、中国、韓国、ロシア等主要国の大使館が集中している。
識別章所属表示はMN。車両の対空表示は「麻」。

## 所在地
- 東京都港区六本木四丁目7番1号
  - 最寄駅：都営大江戸線・地下鉄日比谷線・六本木駅

## 管轄区域
- 港区麻布地域（旧・麻布区）の大部分を管轄。
  - 元麻布一 - 三丁目
  - 西麻布一 - 四丁目
  - 六本木一丁目（ただし10番16号（旧ホテルオークラ東京別館）は赤坂警察署の管轄）、同二 - 七丁目
  - 麻布台一 - 三丁目
  - 麻布狸穴町
  - 麻布永坂町
  - 東麻布一 - 三丁目
  - 麻布十番一 - 四丁目
  - 南麻布一 - 五丁目

## 沿革
- 1875年（明治8年）12月 - 警視庁第2方面第3署として虎ノ門に創設
- 1888年（明治21年）5月 - 数回の署の分離統合により麻布警察署と改称
- 1970年（昭和45年）6月23日 - 70年安保に反対するデモの一部が暴徒化。中核派など約50人が署に押し掛けて火炎瓶を投擲し、窓ガラスが割れるなどして署長以下5人が負傷[1]
- 1972年（昭和47年）3月 - 六本木通り沿いに庁舎完成
- 2019年（平成31年）2月10日 - 三河台中学校跡地に新庁舎を建設し移転

## 組織
- 警務課
- 会計課
- 交通課
- 警備課
- 地域課
- 刑事課
- 生活安全課
- 組織犯罪対策課

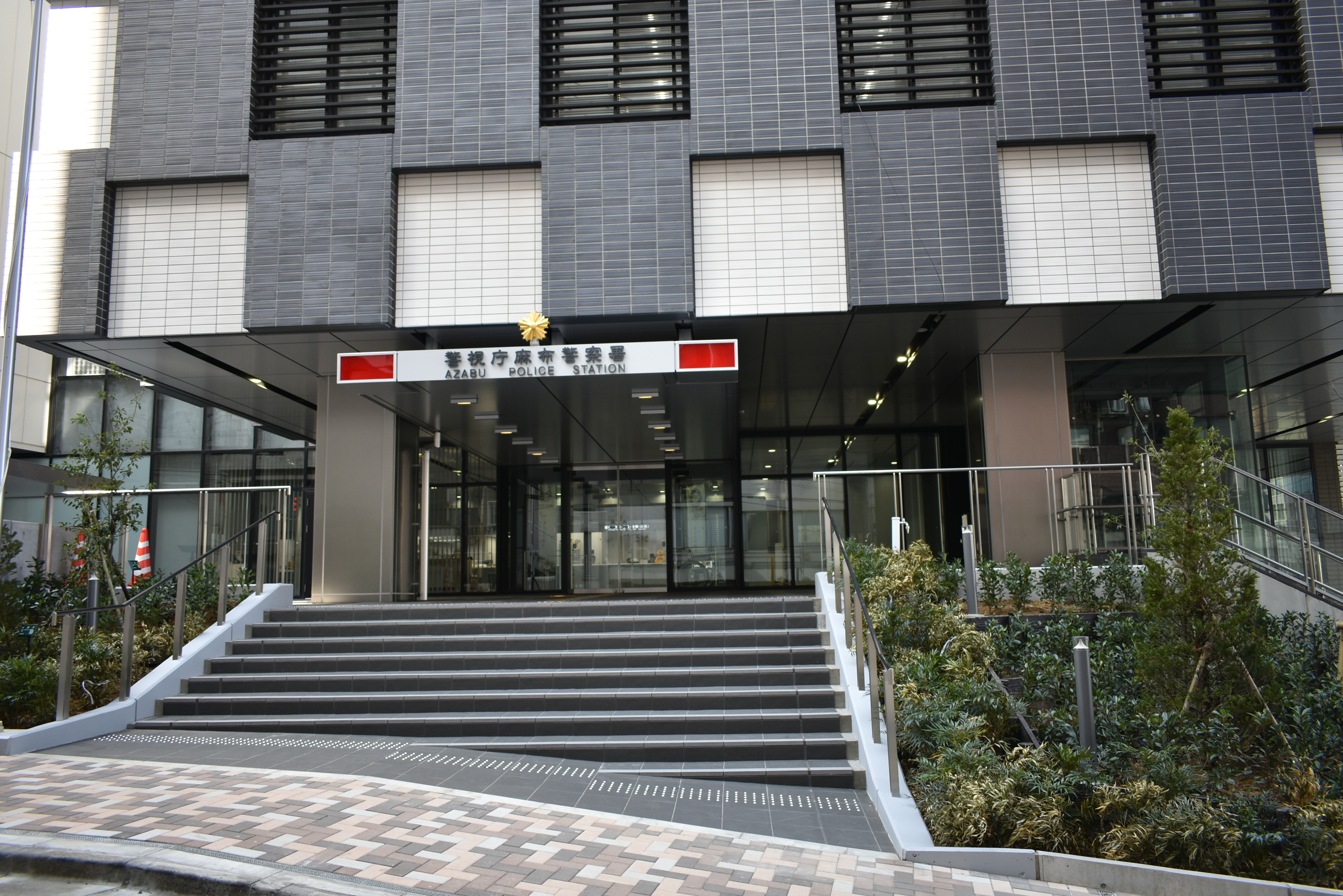
南側の入口（2018年8月25日撮影）
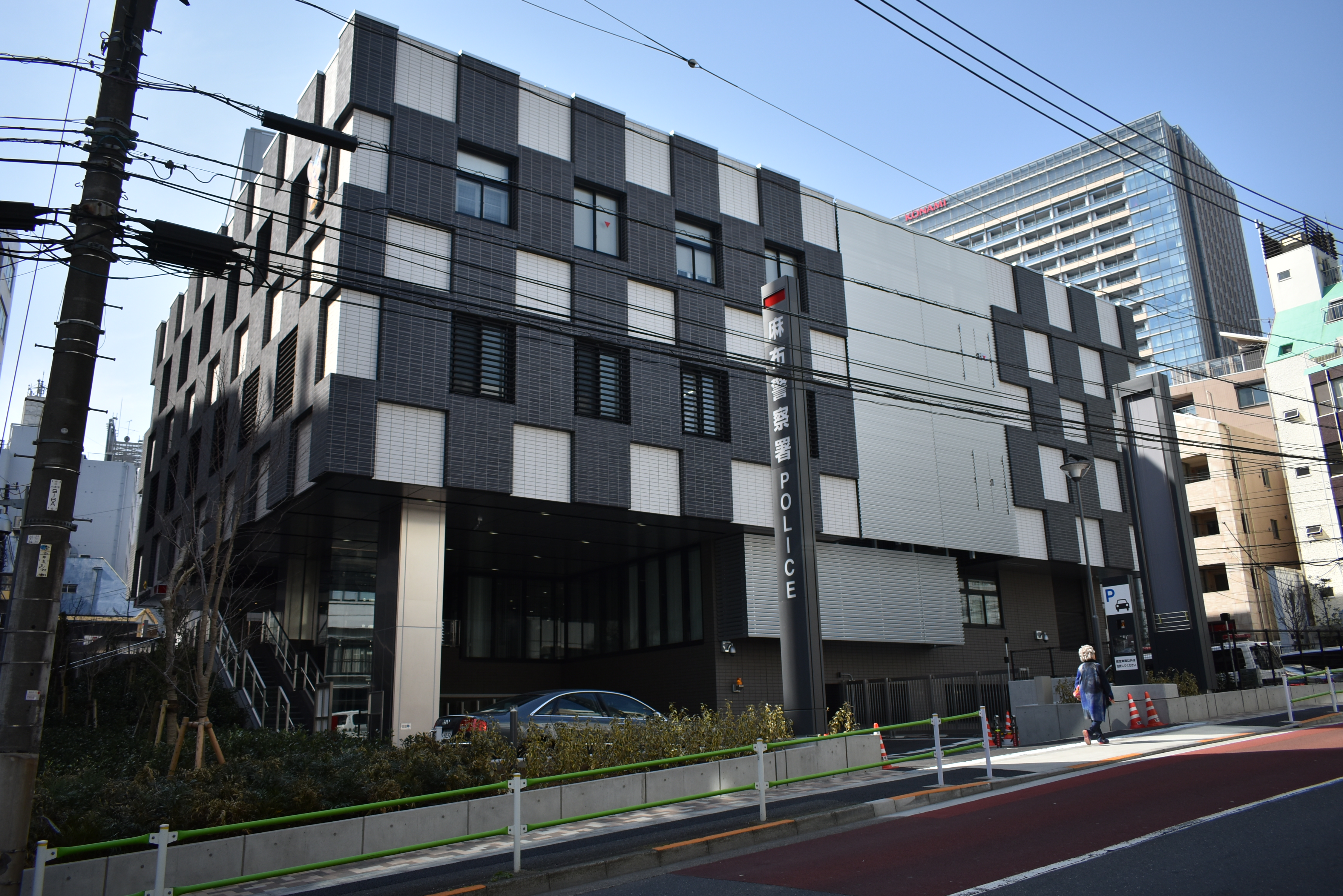
南東側より見る（2018年8月25日撮影）
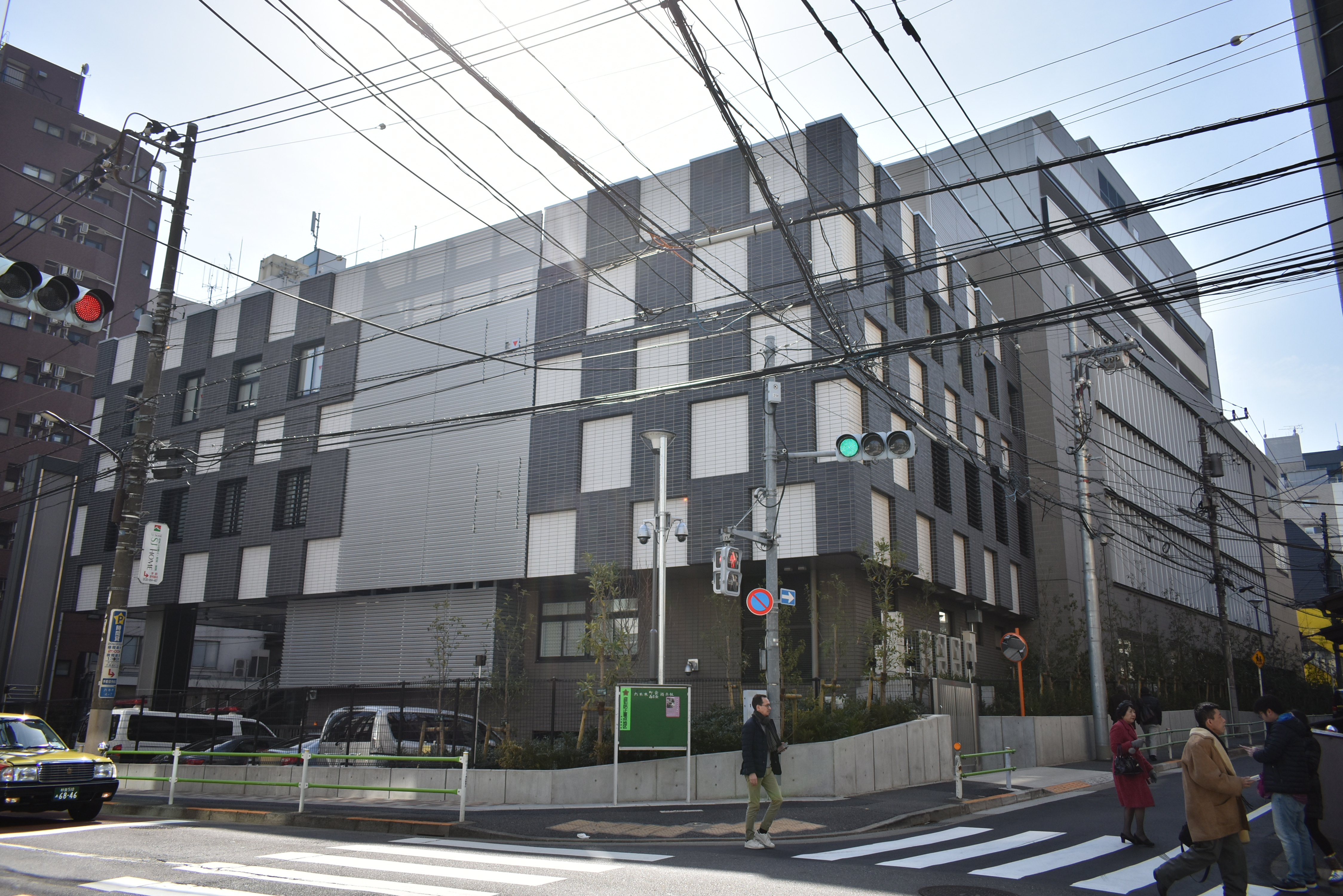
北東側より見る（2018年8月25日撮影）
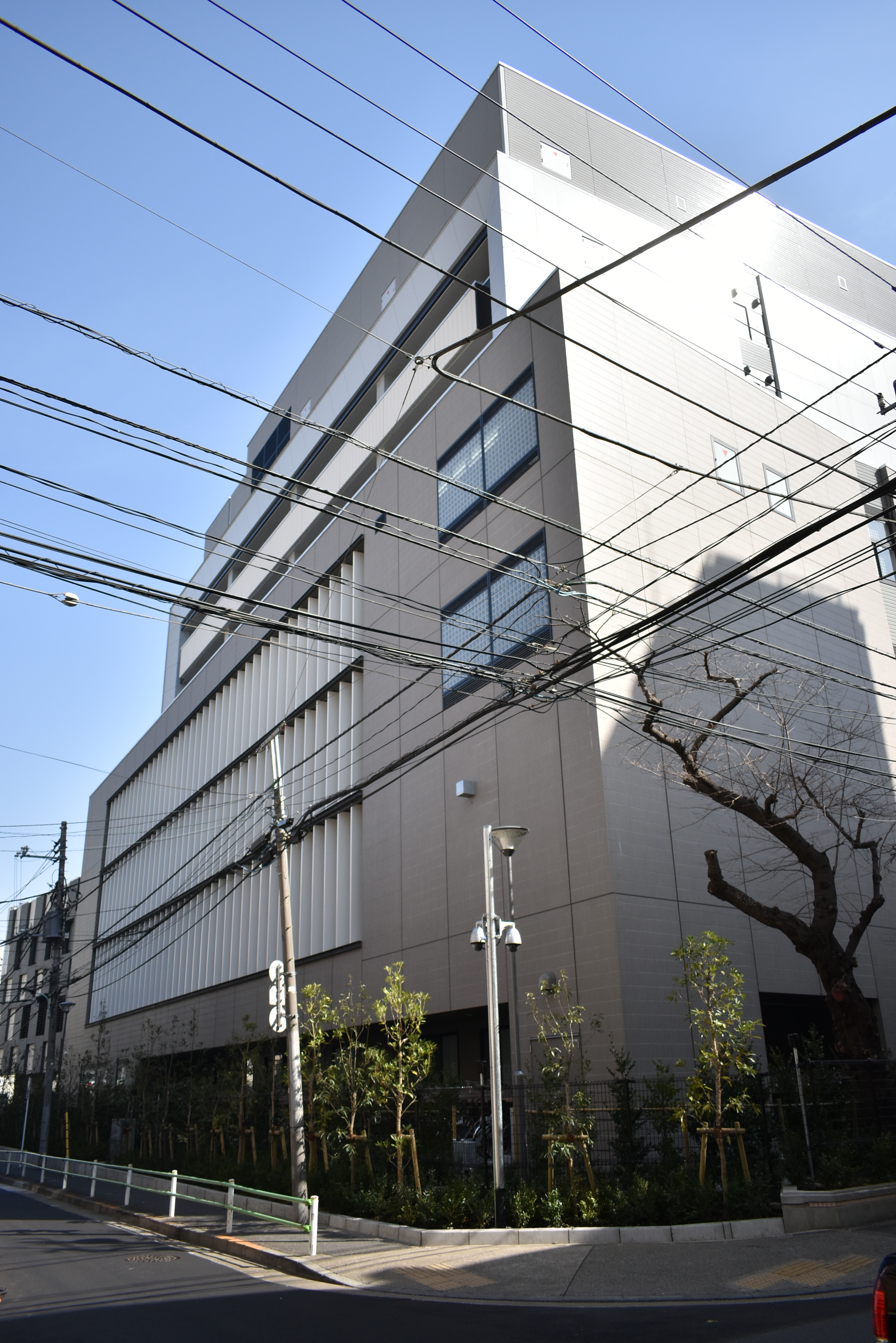
北側より見る（2018年8月25日撮影）
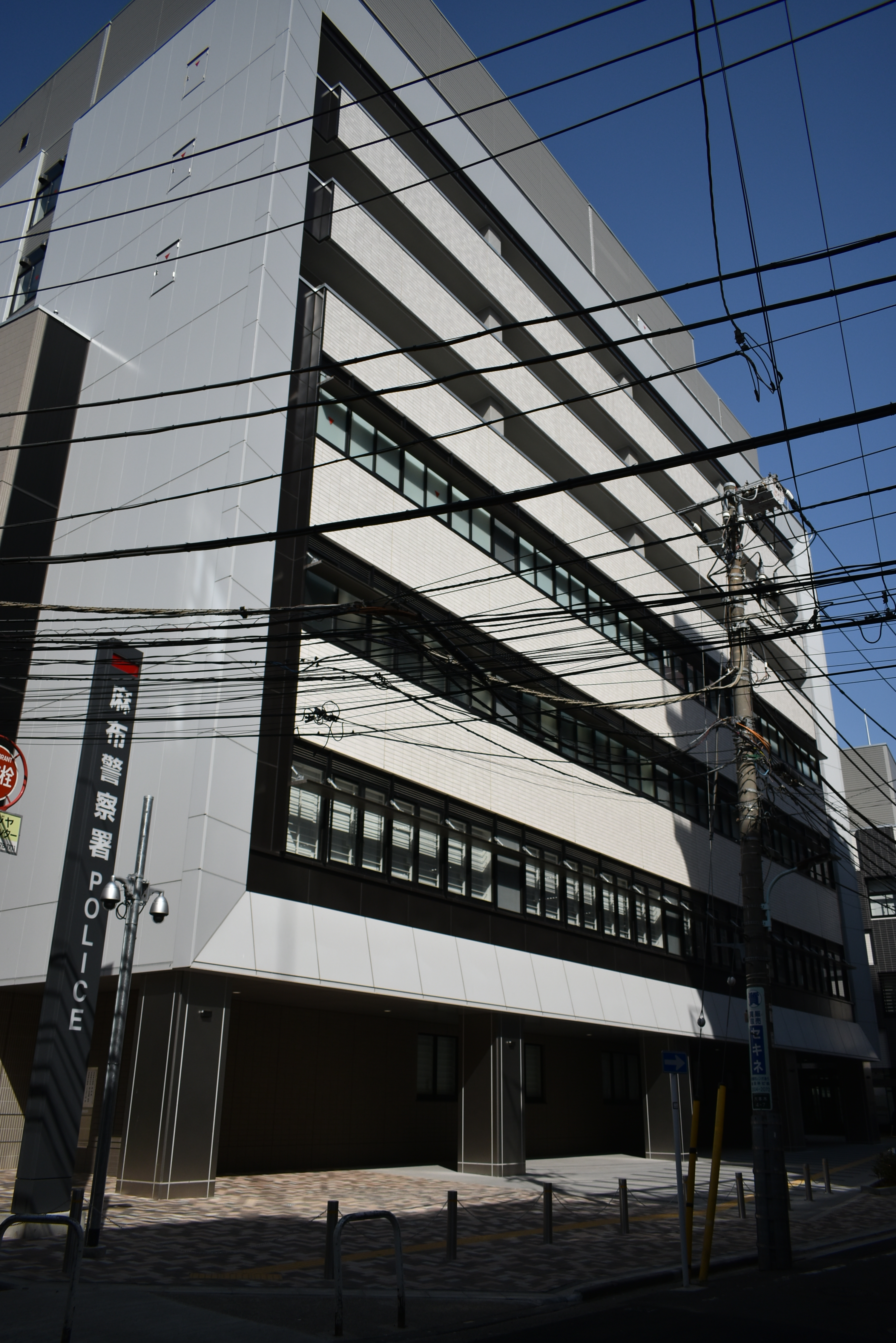
南側より見る（2018年8月25日撮影）
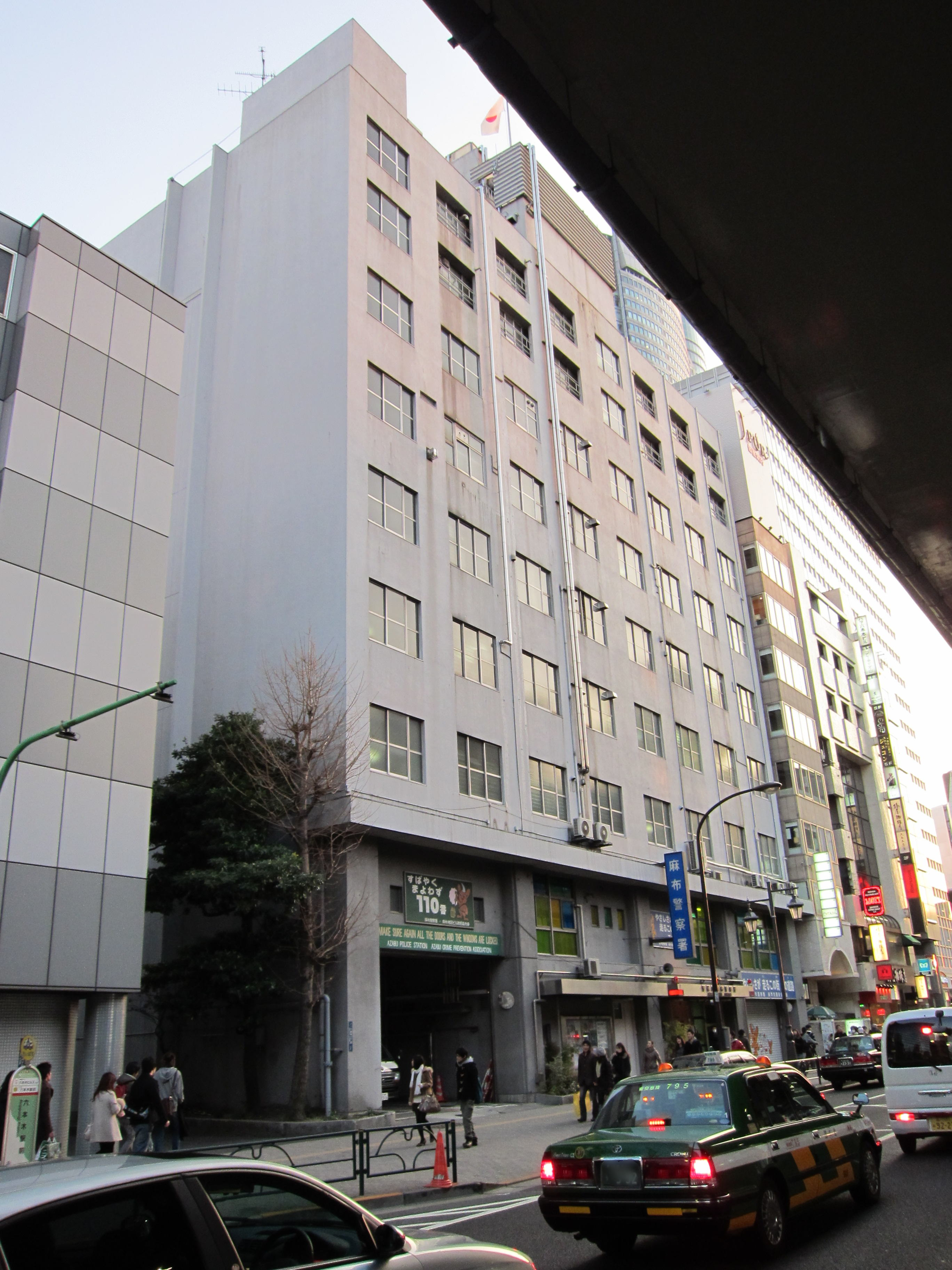
旧庁舎

## 交番
- 一之橋交番（港区東麻布三丁目9番11号）
- 盛岡町交番（港区南麻布五丁目6番1号）
- 西麻布交番（港区西麻布三丁目21番20号）
- 六本木交番（港区六本木四丁目9番7号）
- 六本木六丁目交番（港区六本木六丁目10番3号）

## 警備派出所
- 狸穴警備派出所（港区麻布台一丁目8番12号） - ロシア大使館に面している。
- 中国大使館警備派出所（港区南麻布五丁目6番1号）

## 地域安全センター
- 古川橋地域安全センター（港区南麻布二丁目15号1号） - 2007年4月に古川橋交番から転換。

## 主な事件
- スーパーフリー事件 - 2003年6月の事件。早稲田大学のイベントサークルを舞台にした組織的性暴力事件。同年5月の六本木ロアビルでの犯行がきっかけに事件化した。
- 押尾学事件 - 2009年8月の事件。同事件の報道直後、酒井法子夫妻覚醒剤使用事件が発覚し、酒井夫妻に関する報道が過熱化した。

### 未解決
- 六本木七丁目ビル内米国人会社経営者殺人事件 - 2004年12月に発生した未解決事件。麻布警察署を六本木通りを隔てた向かいの界隈で発生した事件[2]。）
- 六本木クラブ襲撃事件 - 2012年9月の事件。主犯とされる男は2024年2月現在も逃亡中で、国際指名手配されている。